# Haliclona pons
Haliclona pons är en svampdjursart som först beskrevs av Schmidt 1870.  Haliclona pons ingår i släktet Haliclona och familjen Chalinidae. Inga underarter finns listade i Catalogue of Life.